# Aeolis Mons
Pour la montagne en Antarctique, voir Mont Sharp (Antarctique).
Aeolis Mons, aussi connue sous le nom de mont Sharp, est une montagne située au centre du cratère Gale sur la planète Mars,,. La montagne se situe aux coordonnées 5.4°S 137.8°E et atteint 5,5 km de hauteur,, relativement au plancher du cratère. Elle domine Aeolis Palus, nom donné à ce plancher, petite plaine située entre la paroi nord du cratère Gale et les contreforts d'Aeolis Mons. Le nom de mont Sharp fut donné par la NASA en mars 2012 , tandis que le nom officiel fut décidé en mai de la même année par l'Union astronomique internationale. Le rover martien de la mission Mars Science Laboratory (MSL) de la NASA, appelé Curiosity, doit explorer Aeolis Mons après son atterrissage sur Aeolis Palus le 6 août 2012,,, à 5 h 31 UTC.

## Toponymie

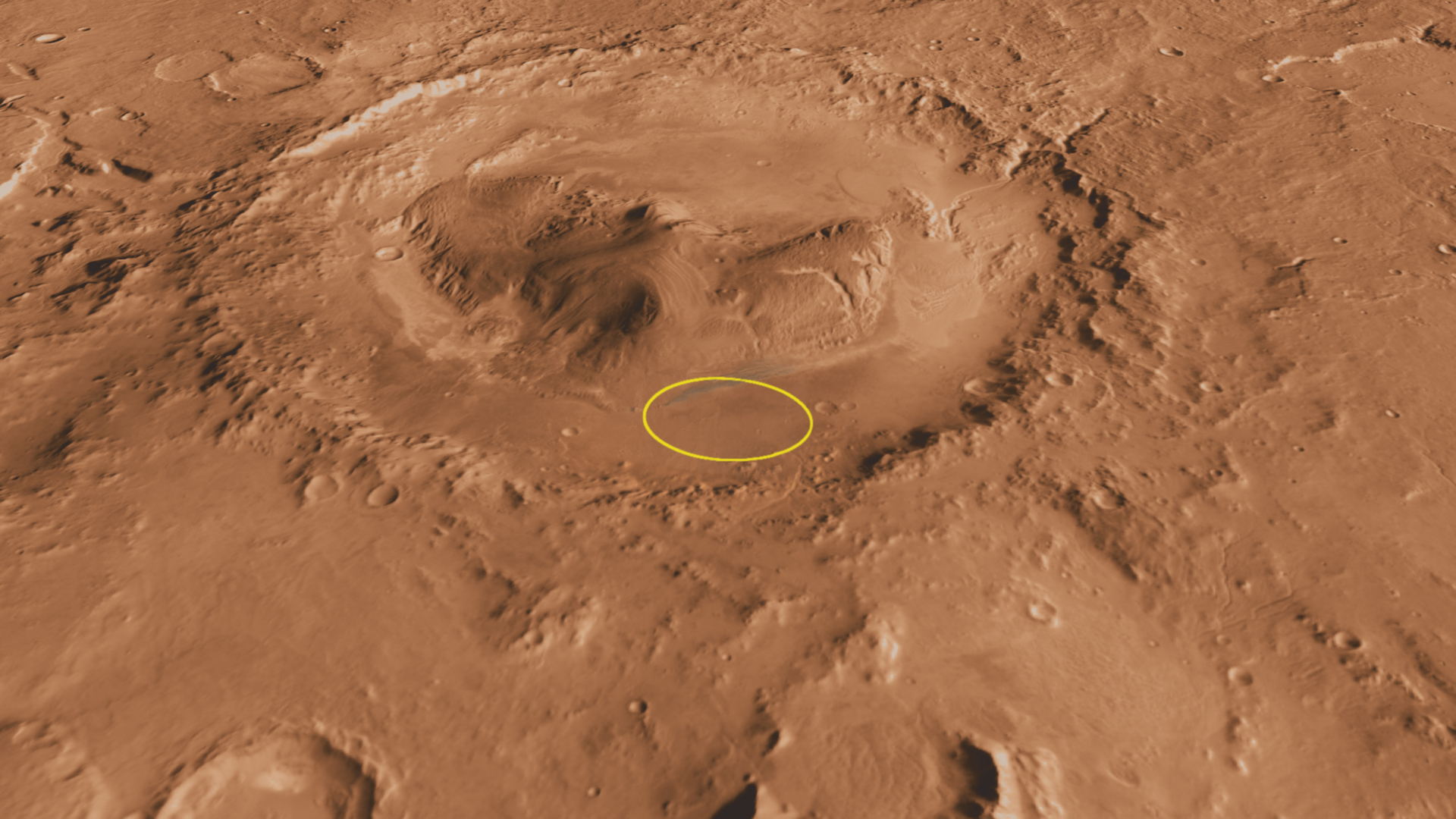
Le cratère Gale, avec l’ellipse d'atterrissage de Curiosity au fond d'Aeolis Palus.

Le 28 mars 2012, la NASA présenta Mount Sharp en tant que nom pour le pic central du cratère Gale, auparavant anonyme, en l'honneur du géologue Robert Sharp, planétologue de la NASA ayant travaillé pour les premières missions martiennes et mort en 2004,,. En mai 2012, l'Union astronomique internationale a officiellement appelé ce pic Aeolis Mons, et a attribué le nom de Robert Sharp à un grand cratère de 152,08 km de diamètre situé juste à l'ouest du cratère Gale.

## Formation
La montagne apparaît être un gigantesque monticule de couches sédimentaires érodées, situé sur le pic central de Gale,,. Elle s'élève à 5,5 km au-dessus du plancher nord du cratère et à 4,5 km du plancher sud, soit plus haut que la paroi sud du cratère. Il est probable que les sédiments se sont déposés durant un intervalle de 2 milliards d'années et qu'ils ont rempli autrefois la totalité du cratère. Certaines des couches sédimentaires inférieures pourraient avoir été déposées sur un fond lacustre, bien que la présence et les caractéristiques de stratifications entrecroisées sur la partie supérieure du monticule semblent suggérer des processus éoliens. Cette question est cependant débattue, et l'origine des couches basses reste incertaine,,.